# جيمس مكدونالد
جيمس مكدونالد هو سياسي كندي، ولد في 1 يوليو 1828 في كندا، وتوفي في 3 أكتوبر 1912 في هاليفاكس في كندا. حزبياً، نشط في حزب كندا المحافظ. وقد انتخب عضو مجلس العموم الكندي عن دائرة Pictou (federal electoral district) ‏ (12 أكتوبر 1872 – 21 يناير 1874).